# Boku dake no kimi ~Under Super Best~
Boku dake no kimi ~Under Super Best~ (jap. 僕だけの君〜Under Super Best〜) – album kompilacyjny japońskiego zespołu Nogizaka46, wydany w Japonii 10 stycznia 2018 roku przez N46Div..
Album został wydany w trzech edycjach: regularnej (2CD) i dwóch limitowanych (2CD+DVD). Osiągnął 1 pozycję w rankingu Oricon i pozostał na liście przez 18 tygodni, sprzedał się w nakładzie 135 120 egzemplarzy. Zdobył status złotej płyty.

## Lista utworów
Wszystkie utwory zostały napisane przez Yasushiego Akimoto.
| CD 1 | CD 1                                                                                     | CD 1                                 | CD 1                                 | CD 1    |
| Nr   | Tytuł utworu                                                                             | Kompozycja                           | Aranżacja                            | Długość |
| ---- | ---------------------------------------------------------------------------------------- | ------------------------------------ | ------------------------------------ | ------- |
| 1.   | „Hidarimune no yūki” (jap. 左胸の勇気)                                                   | Yoshifumi Kōchi                      | Hiroshi Sasaki                       | 4:55    |
| 2.   | „Ōkami ni kuchibue o” (jap. 狼に口笛を)                                                  | Akira Sunset                         | Satori Shiraishi                     | 2:58    |
| 3.   | „Namida ga mada kanashimi datta koro” (jap. 涙がまだ悲しみだった頃)                      | Tomoyuki Uchida                      | TATOO                                | 4:20    |
| 4.   | „Haru no Melody” (jap. 春のメロディー)                                                   | Takafumi Fujino                      | Atsushi Yuasa                        | 4:47    |
| 5.   | „13-nichi no kin'yōbi” (jap. 13日の金曜日)                                               | Naonobu Amimoto                      | Atsushi Yuasa                        | 3:42    |
| 6.   | „Senpūki” (jap. 扇風機)                                                                  | Toshikazu Kadono                     | Yōichirō Nomura                      | 3:57    |
| 7.   | „Hatsukoi no hito o imademo” (jap. 初恋の人を今でも)                                     | Hiroki Sagawa from Asiatic Orchestra | Hiroki Sagawa from Asiatic Orchestra | 3:45    |
| 8.   | „Umareta mama de” (jap. 生まれたままで)                                                  | Shunsuke Tanaka                      | Hiroaki Suzuki                       | 4:42    |
| 9.   | „oko ni iru riyū” (jap. ここにいる理由)                                                  | Minato Hasegawa                      | Carlos K.                            | 3:55    |
| 10.  | „Ano hi boku wa tossa ni uso o tsuita” (jap. あの日 僕は咄嗟に嘘をついた)                | Tomoya Miwa                          | Seiichi Kyōda                        | 4:13    |
| 11.  | „Kimi wa boku to awanai hō ga yokatta no kana” (jap. 君は僕と会わない方がよかったのかな) | Akira Sunset, ha-j                   | Akira Sunset, ha-j                   | 5:06    |
| 12.  | „Wakaregiwa, motto suki ni naru” (jap. 別れ際、もっと好きになる)                         | Akira Sunset, ha-j                   | Akira Sunset, ha-j                   | 4:17    |
| 13.  | „Shitto no kenri” (jap. 嫉妬の権利)                                                      | Mayuko Maruyama                      | Mayuko Maruyama                      | 5:18    |
| 14.  | „Futōgō” (jap. 不等号)                                                                   | Takashi Fukuda                       | Takashi Fukuda                       | 4:17    |
| 15.  | „Secret Graffiti” (jap. シークレットグラフィティー)                                      | Tadashi Tsukida                      | Tadashi Tsukida                      | 4:11    |

| CD 2 | CD 2                                                        | CD 2                            | CD 2                             | CD 2    |
| Nr   | Tytuł utworu                                                | Kompozycja                      | Aranżacja                        | Długość |
| ---- | ----------------------------------------------------------- | ------------------------------- | -------------------------------- | ------- |
| 1.   | „Buranko” (jap. ブランコ)                                   | Hiro Hoashi                     | Hiro Hoashi                      | 4:35    |
| 2.   | „Fūsen wa ikiteiru” (jap. 風船は生きている)                 | Yoshinobu Izumi, Shōta Miyoshi  | Hirotaka Hayakawa, Shōta Miyoshi | 4:33    |
| 3.   | „Under” (jap. アンダー)                                     | Tōru Shiratsuchi                | Naoki Endō                       | 4:11    |
| 4.   | „My rule”                                                   | Takuya Fujita                   | Takuya Fujita                    | 4:33    |
| 5.   | „Jiyū no kanata” (jap. 自由の彼方)                          | Tomokazu Yamada                 | Shōhei Sumiya                    | 5:02    |
| 6.   | „Yokubō no Reincarnation” (jap. 欲望のリインカーネーション) | Miki Watanabe                   | Miki Watanabe                    | 4:19    |
| 7.   | „Kimi ga aoide kureta” (jap. 君が扇いでくれた)              | Satoshi Nakayama, Masaru Adachi | Yūichi "Masa" Nonaka             | 4:04    |
| 8.   | „Jibun no koto” (jap. 自分のこと) (wyk. Himeka Nakamoto)    | Kiyohito Komatsu                | Kiyohito Komatsu                 | 4:52    |
| 9.   | „Unubore Beach” (jap. 自惚れビーチ)                         | Tsukida Tadashi                 | Tsukida Tadashi                  | 4:17    |
| 10.  | „Sono hito” (jap. その女)                                   | HRK                             | APAZZI                           | 4:26    |
| 11.  | „Dare yori soba ni itai” (jap. 誰よりそばにいたい)          | Tetsuya Iwasaki                 | Yūki Sekine                      | 5:00    |

## Notowania
| Lista                      | Pozycja |
| -------------------------- | ------- |
| Oricon Weekly Album Chart  | 1       |
| Billboard Japan Hot Albums | 1       |
| Oricon Yearly Album Chart  | 29      |